# Aderrhis
Aderrhis is een geslacht van wantsen uit de familie van de Pyrrhocoridae (Vuurwantsen). Het geslacht werd voor het eerst wetenschappelijk beschreven door Bergroth in 1906.

## Soorten
Het genus bevat de volgende soorten:

- Aderrhis africana (Courteaux, 1907)
- Aderrhis apicalis (Reuter, 1882)
- Aderrhis flavipes Stehlik, 1966
- Aderrhis hirsuta Stehlik, 1966
- Aderrhis minuta Stehlik, 1966
- Aderrhis pakistanensis (Ahmad & Abbas, 1986)
- Aderrhis pulla Bergroth, 1906
- Aderrhis schulzi (Schouteden, 1910)
- Aderrhis tartarea (Stål, 1855)
- Aderrhis thoracica Stehlik, 1965